# Ute Steindorf
Ute Steindorf, née le 26 août 1957 à Wolfen (RDA), est une rameuse d'aviron est-allemande. 

## Carrière
Aux Jeux olympiques de 1980 à Moscou, Ute Steindorf est sacrée championne olympique de deux sans barreur avec Cornelia Klier.
Elle est aussi championne du monde de huit en 1977, de deux sans barreur en 1978 et 1979.